# Wikariat apostolski Soddo
Wikariat apostolski Soddo – jednostka podziału administracyjnego Kościoła katolickiego w Etiopii. Powstała w 1977 jako prefektura apostolska Soddo-Hosanna. W 1982 podniesiona do rangi wikariatu apostolskiego. W 2010 po utworzeniu wikariatu apostolskiego Hosanna otrzymała obecną nazwę.

## Biskupi
- Tiziano da Verona, O.F.M.Cap. † (1940–1945)
- Urbain-Marie Person, O.F.M.Cap. † (1952–1973)
- Domenico Crescentino Marinozzi, O.F.M.Cap. (1979–2007)
- Rodrigo Mejía Saldarriaga, S.J., 2007–2014
- Tsegaye Keneni Derera, 2014–2023
- Dejene Hidoto Gamo, 2024–nadal